# W.S. Merwin
William Stanley Merwin (Nueva York, 30 de septiembre de 1927 - Haiku, Hawái; 15 de marzo de 2019) fue uno de los poetas estadounidenses más influyentes del siglo xx.

## Biografía
Merwin se hizo de un nombre como poeta pacifista durante los años 1960. Más tarde, evolucionaría hacia temas mitológicos y desarrollaría una prosodia única caracterizada por el relato indirecto y la ausencia de la puntuación.
En los años ochenta y noventa, el interés de Merwin por la filosofía budista y la ecología profunda influyó también sobre su escritura. Dedicó también una parte significativa de su tiempo a la restauración de los bosques tropicales en Hawái, donde residía.
Está considerado uno de los más destacados traductores de la poesía de lengua castellana al inglés, habiendo publicado versiones al inglés de obras de Federico García Lorca y Pablo Neruda (Veinte poemas de amor y una canción desesperada), entre otros autores.
W. S. Merwin murió el 15 de marzo de 2019, a los 91 años en su residencia en Hawái.

## Premios
Durante su extensa carrera, Merwin recibió muchos premios, empezando por el Premio Yale Younger Poets, que le fue otorgado por el poeta Wystan Hugh Auden en 1952 por su primer libro: Una máscara para Jano (A Mask for Janus). Más tarde, recibió dos veces el Premio Pulitzer y el Premio Tanner —uno de los galardones más destacados concedidos por la Academia de Poetas de los Estados Unidos— así como también el Premio Aiken Taylor para poesía estadounidense contemporánea, el Premio Bollingen, el Premio de literatura Lannan, la distinción del PEN Club para traductores, la medalla Shelley (1973) y el Premio Wallace Stevens. Era dignatario titular de la Academia de Poetas Estadounidenses.
Asimismo, fue acreedor a dos Becas Guggenheim.
En 1971, ganó el Premio Pulitzer de Poesía por su libro The Carrier of Ladders, pero declinó el trofeo a modo de protesta por la Guerra de Vietnam. En mayo de 2009, se hizo acreedor, por segunda vez, al Pulitzer de Poesía, con su libro The Shadow of Sirius (La sombra de Sirio), transformándose, en uno de los pocos poetas que ha ganado este galardón, más de una vez.
En 2005, el autor fue galardonado con el Premio Nacional del Libro estadounidense por su obra Migración: Nuevos & Poemas Selectos (Migration: New and Selected Poems), en la categoría de Poesía. W.S. Merwin había previamente sido nominado al premio en múltiples ocasiones: en 1952 por Una máscara para Jano; en 1957 por Green with Beasts; en 1964 por The Moving Target; en 1968 por Los piojos; y en 1971 por El acarreador de las laderas. Para la categoría de Traducción, quedó finalista en 1974 y 1975 por sus obras Asian Figures y Mandelstam’s Selected Poems, respectivamente.
En junio de 2013, W. S. Merwin fue galardonado con el primer premio Zbigniew Herbert International Literary Award, en Polonia.

## Obras

### Poesía
- 1952: Una máscara para Jano (A Mask for Janus) (1952)[6]
- 1967: Los piojos (The Lice)
- 1970: El acarreador de las laderas (The Carrier of Ladders), Premio Pulitzer
- 1988: La lluvia en los árboles (The Rain in the Trees)
- 1988: Poemas selectos (Selected Poems)[6]
- 1993: Los cuatro segundos libros de poemas (The Second Four Books of Poems)
- 1993: Viajes (Travels: Poems)
- 1996: La zorra (The Vixen: Poems)
- 1997: Flor y mano: Poemas 1977-1983 (Flower and Hand: Poems, 1977–1983 )
- 1999: El sonido del río (The River Sound: Poems)
- 2001: El Alumno (The Pupil: Poems) (2001)[6]
- 2005: Migración: Nuevos & Poemas Selectos (Migration: New and Selected Poems)[6]
- 2010: Cuatro salmos, Vaso Roto Ediciones[8]
- 2012: Perdurable compañía, Vaso Roto Ediciones[9]
- 2008: La sombra de Sirio (The Shadow of Sirius), Premio Pulitzer, Vaso Roto Ediciones (2013)

### Prosa
- 1992: The Lost Upland, memorias[10]
- 2006: Summer Doorways, memorias[10]
- 2007: The Book of Fables, colección[10]
- 2014: Unchopping a Tree[10]

### Traducciones
- 1955: Poemas selectos de Federico García Lorca (Selected Poems of Federico García Lorca), colección de Federico García Lorca[11]
- 1959: El poema del mío Cid, Anónimo[12]
- 1969: Veinte poemas de amor y una canción desesperada, Pablo Neruda[13]
- 2000: Purgatorio de la Divina Comedia, de Dante Alighieri[10]
- 2003: Cantar de Roldán (The Song of Roland), poema épico[14]
- 2004: Sir Gawain y el Caballero Verde, (libro de caballerías)[10]
- 2013: Selected Translations, colección[10]
- 2013: Collected Haiku of Yosa Buson, con Takako Lento[10]